# 1421 Есперанто
1421 Есперанто (1421 Esperanto) — астероїд головного поясу, відкритий 18 березня 1936 року.
Тіссеранів параметр щодо Юпітера — 3,198.